# Траскуэра
Траскуэра (итал. Trasquera) — коммуна в Италии, располагается в регионе Пьемонт, в провинции Вербано-Кузьо-Оссола.
Население составляет 279 человек (2008), плотность населения составляет 7 чел./км². Занимает площадь 39 км². Почтовый индекс — 28868. Телефонный код — 0324.
Покровителем коммуны почитаются святые Гервасий и Протасий, празднование 19 июня.

## Демография
Динамика населения:

## Администрация коммуны
- Официальный сайт: